# Kolonie niemieckie
     Niemieckie protektoraty
     Kolonie brandenbursko-pruskie
     „Mała Wenecja”, 1529–1556 

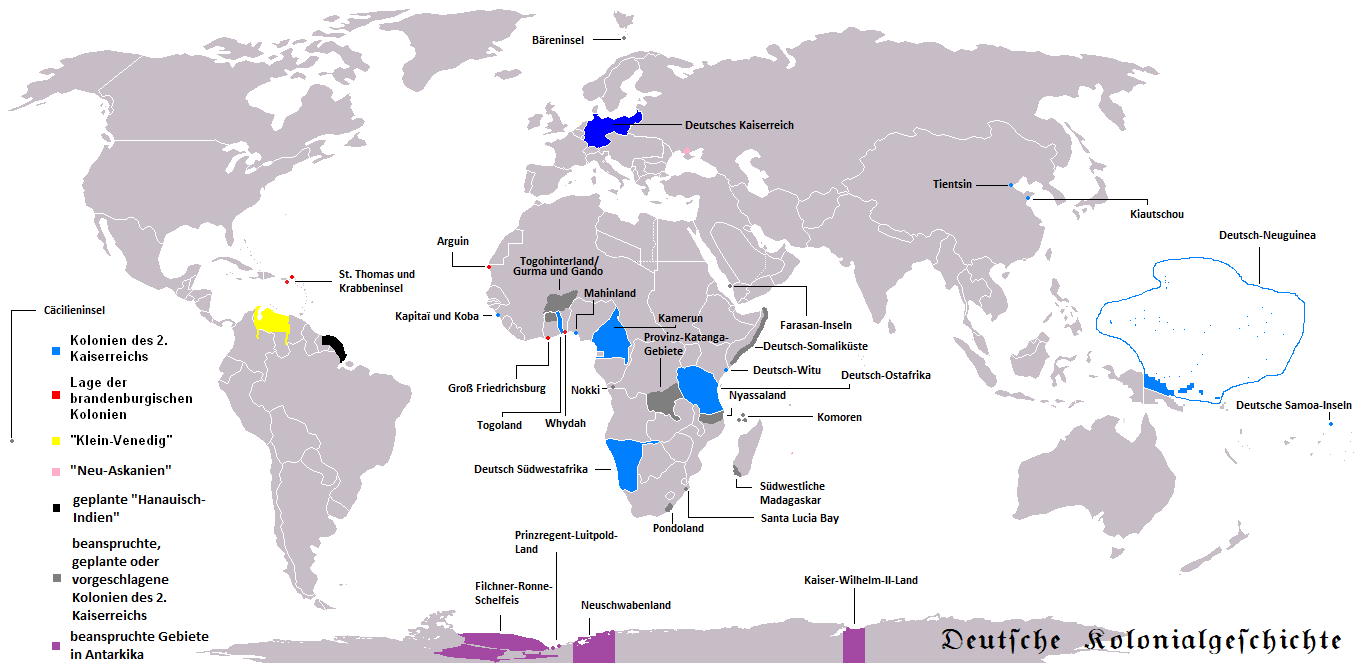
Kolonie niemieckie
Niemieckie protektoraty
Kolonie brandenbursko-pruskie
„Mała Wenecja”, 1529–1556

Flaga kolonialna Cesarstwa Niemieckiego

Cesarstwo Niemieckie na przełomie XIX i XX wieku prowadziło politykę, polegającą na utrzymywaniu w zależności gospodarczej niektórych słabo rozwiniętych krajów oraz wykorzystywaniu ich zasobów ludzkich i surowcowych. Efektem tego było posiadanie niewielkiej w porównaniu z innymi ówczesnymi europejskimi mocarstwami liczby kolonii.

## Geneza

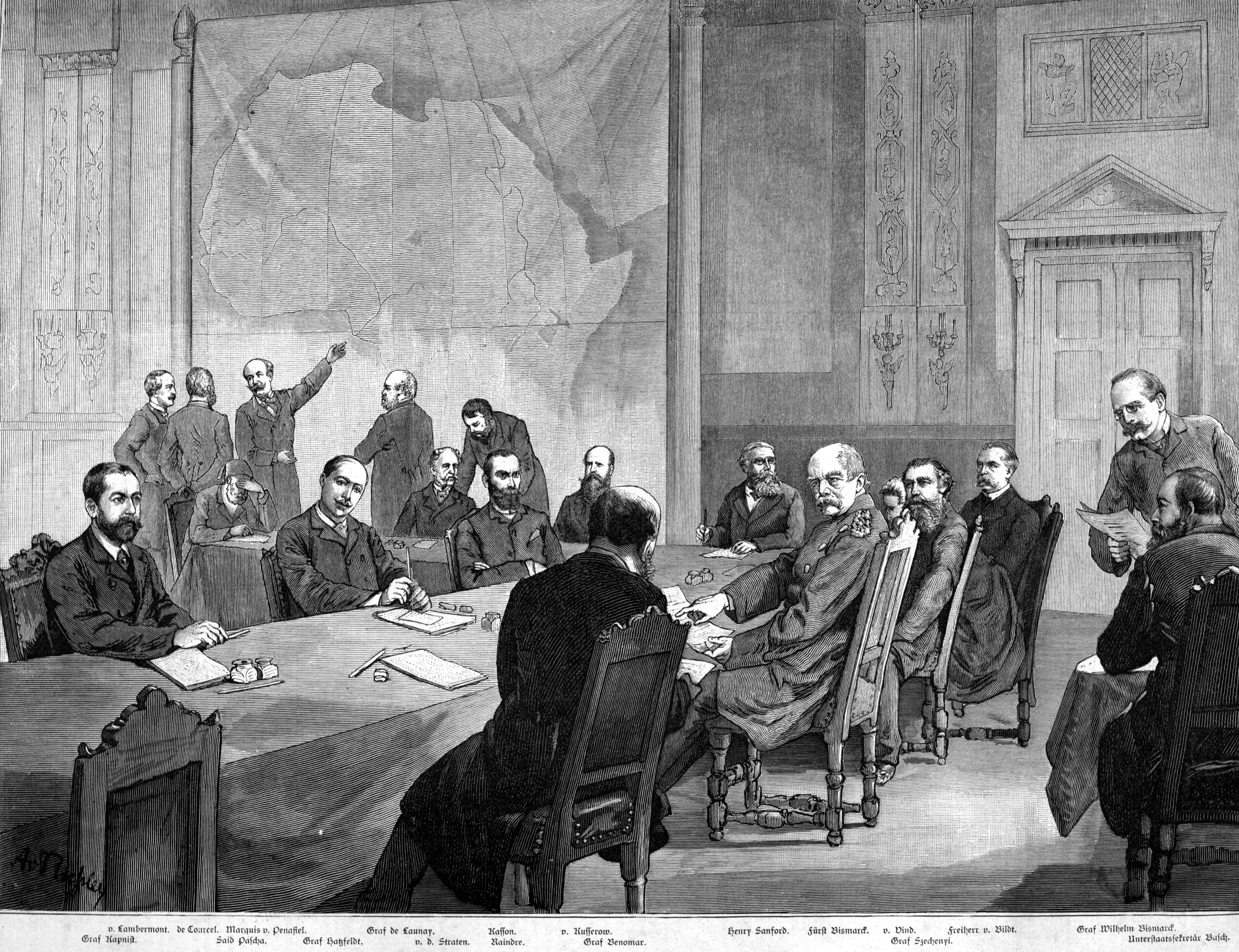
Konferencja berlińska (1884–1885) europejskich państw kolonialnych dotycząca przyszłych aneksji terytorialnych w Afryce

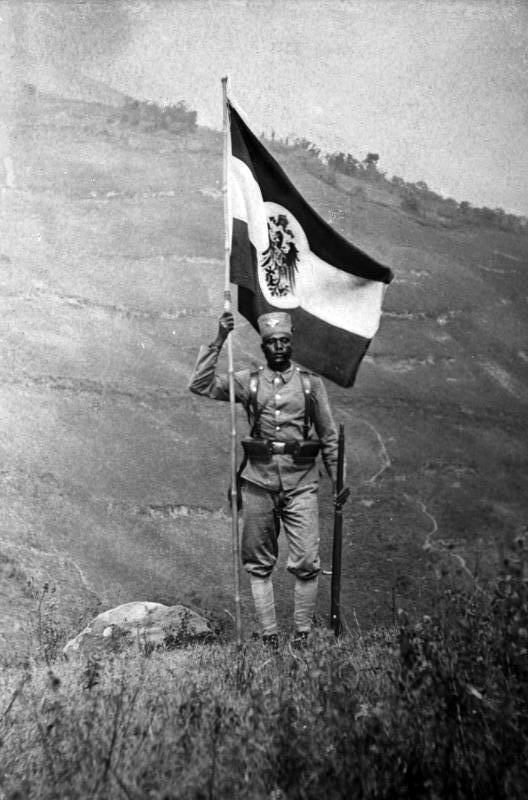
Askarys z flagą kolonialną Cesarstwa Niemieckiego w Niemieckiej Afryce Wschodniej

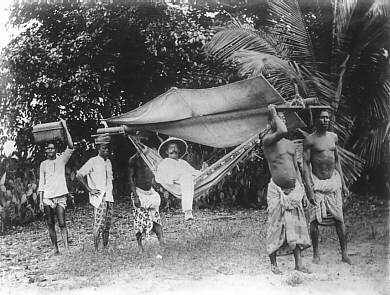
Niemiecki lord kolonialny w Togolandzie

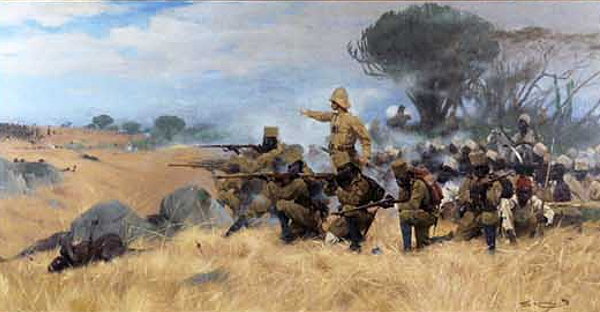
Obraz Bitwa pod Mahenge Friedricha Wilhelma Kuhnerta z 1908 roku. Bitwa była częścią powstania Maji-Maji przeciwko niemieckiemu uciskowi w Niemieckiej Afryce Wschodniej

Kolonializm prowadzony przez państwa europejskie na przełomie XIX i XX wieku był ściśle związany z rozwojem kapitalizmu. Nowe kolonie dawały możliwość nieograniczonych rynków zbytu poza granicami kraju. Wygrana wojna z Francją i zakończenie w 1871 roku procesu zjednoczenia państw niemieckich spowodowały rozwój gospodarczy nowo utworzonego Cesarstwa Niemieckiego. Ponadto Niemcy nieustannie rozbudowywali swoją Marynarkę Wojenną, która była poważnym zagrożeniem dla Brytyjczyków. Dodatkową niechęć Wielkiej Brytanii i Irlandii wobec Niemców powodował import niemieckich towarów, który negatywnie wpływał na rozwój rodzimej produkcji. W celu odróżniania kraju pochodzenia towarów, tworzono naszywki z miejscem produkcji – „Made in Germany”.

## Polityka kolonialna
Politykę kolonialną Niemiec określano mianem Weltpolitik (pol. „Polityka światowa”). Była to jednak spóźniona reakcja Cesarstwa Niemieckiego, gdyż większość kolonii została już wcześniej rozdzielona między inne kraje europejskie, w szczególności przez Wielką Brytanię i Francję. Mimo tego Niemcy nie składali broni, a ich polityka zagraniczna skoncentrowana była w trzech różnych kierunkach:
- Daleki Wschód
- Bliski Wschód
- Afryka

### Główne narzędzia w prowadzeniu polityki
Głównym narzędziem w ekspansji terytorialnej była Liga Pangermańska. Ta niezwykle sprawnie działająca organizacja skupiała w swoich szeregach około 22 tysiące członków. Miała ona bardzo silne oparcie w Partii Narodowo-Liberalnej, czy też w Niemieckiej Partii Konserwatywnej. Działalność organizacyjna Ligi rozciągała się na wszystkie zakątki świata i obejmowała miejsca, w których żyły silnie skupione grupy ludności niemieckiej. Ważne znaczenie dla rozwoju Ligi Pangermańskiej mieli czołowi przemysłowcy niemieccy, m.in. Krupp, Kandorf, Stinnes czy Tyssen.

### Ekspansja na Dalekim Wschodzie
Głównym celem polityki zagranicznej było opanowanie rynku chińskiego. Jedyną możliwością realizacji tych planów było porozumienie z Imperium Rosyjskim, przy jednoczesnym konkurowaniu z Japonią i Wielką Brytanią, które miały bardzo silne wpływy na terenach Chin. W 1897 roku zamordowano kilku niemieckich zakonników, co spowodowało, że Armia Cesarstwa Niemieckiego wylądowała na przylądku Jiaozhou. W efekcie tych działań, a także słabości rządu chińskiego, w 1898 roku zawarto układ, na mocy którego Niemcy otrzymali w dzierżawę na 99 lat przylądek Jiaozhou wraz z przylegającym wybrzeżem o powierzchni 501 km² z około 35 tysiącami mieszkańców.

### Ekspansja na Bliskim Wschodzie
Ważnym terenem ekspansji na tym terenie było Imperium Osmańskie. W 1888 roku rząd turecki wydał Deutsche Bank koncesję na budowę linii kolejowych Izmir-Angora. Kolejne zbliżenie nastąpiło w 1898 roku, kiedy to Wilhelm II Hohenzollern przybył na spotkanie z sułtanem tureckim Abdülhamidem II. Zapewniło to nową strefę wpływów dla kapitału niemieckiego, bowiem w 1899 roku Niemcy otrzymali koncesję na budowę linii kolejowej Berlin-Bagdad. Dla Brytyjczyków był to wyraźny sygnał do imperialnych zapędów Cesarstwa Niemieckiego, co zagrażało brytyjskim wpływom w rejonie Kanału Sueskiego.

### Ekspansja w Afryce
Zdobycze kolonialne w Afryce datuje się na lata 80. XIX wieku. Do głównych zdobyczy na tym terenie należały: Niemiecka Afryka Południowo-Zachodnia, Niemiecka Afryka Wschodnia, Togoland, a także Kamerun Niemiecki. Chęć uzyskania kolonii w Afryce była w głównej mierze spowodowana koniecznością rezygnacji ze zdobyczy w Azji Południowo-Wschodniej. Dlatego też głównym kierunkiem działań niemieckich stał się kontynent afrykański. Jednak Wielka Brytania i Francja mające olbrzymie wpływy na tych terenach, za wszelką cenę nie chciały dopuścić by Niemcy uzyskały nowe ziemie. W konsekwencji doprowadziło to do antagonizmów francusko-niemieckich, które ulegały ciągłym zaostrzeniom i prowadziły do poważnych kryzysów dyplomatycznych.

#### Pierwszy kryzys marokański
Na początku XX wieku niemiecka ekspansja skierowała się w stronę Afryki Północnej, a dokładniej Państwa Alawitów (Maroko), które było jedynym niepodległym krajem w tym rejonie. Działania te spotkały się z wielkim sprzeciwem zarówno Wielkiej Brytanii, jak i Francji. Na skutek bezkompromisowej polityki niemieckiej w latach 1905–1906 doszło do ogromnego napięcia na arenie międzynarodowej, co groziło wybuchem wojny. W 1905 roku sułtan Abd al-Aziz IV spotkał się z Wilhelmem II, który przybył do Tangeru. Cesarz niemiecki dał sygnał do niepodległości dla Maroka. W ten sposób chciano wypróbować trwałość „serdecznego porozumienia” francusko-brytyjskiego. Jednak zapewnienia brytyjskie o pomocy dla Francji załagodziły niemieckie zapędy. W konsekwencji, w 1906 roku zwołano konferencje w Algeciras. Na mocy traktatu tam podpisanego podtrzymano niepodległość Maroka, utworzono Marokański Bank Państwowy, oraz wprowadzono kontrolę Francji i Hiszpanii nad miejscową policją. W ten sposób I kryzys marokański został załagodzony.

#### Drugi kryzys marokański
Rezultaty konferencji w Algeciras nie zadowoliły ani Francji, ani Niemiec. W 1907 roku po obaleniu sułtana al-Aziza Francuzi próbowali wykorzystać niespokojną sytuację w Maroku. Do Casablanki wysłano desant 3000 żołnierzy. W 1908 roku 5 dezerterów francuskiej Legii Cudzoziemskiej zbiegło z armii i schroniło się w konsulacie niemieckim. Kolejne zaognienie sytuacji nastąpiło w 1911 roku, kiedy to wybuchło powstanie w okolicach Fezu. Sytuację próbowali wykorzystać Francuzi, którzy w sile 8000 żołnierzy wkroczyli do kraju pozbawiając go niepodległości. Reakcja Niemców była natychmiastowa – do portu w Agadirze wpłynęła niemiecka kanonierka „Pantera”; wojna wisiała na włosku. Jednak zapewnienia Davida Lloyd George’a o pomocy Francji na wypadek wojny spowodowały, że Niemcy wycofali się. Konsekwencją II kryzysu marokańskiego był traktat feski na mocy którego Francja objęła protektoratem Państwo Alawitów (zwane odtąd Marokiem Francuskim); w zamian jednak Francuzi zobowiązali się oddać Niemcom swoją posiadłość w Afryce – Kongo Francuskie.

## Posiadłości kolonialne

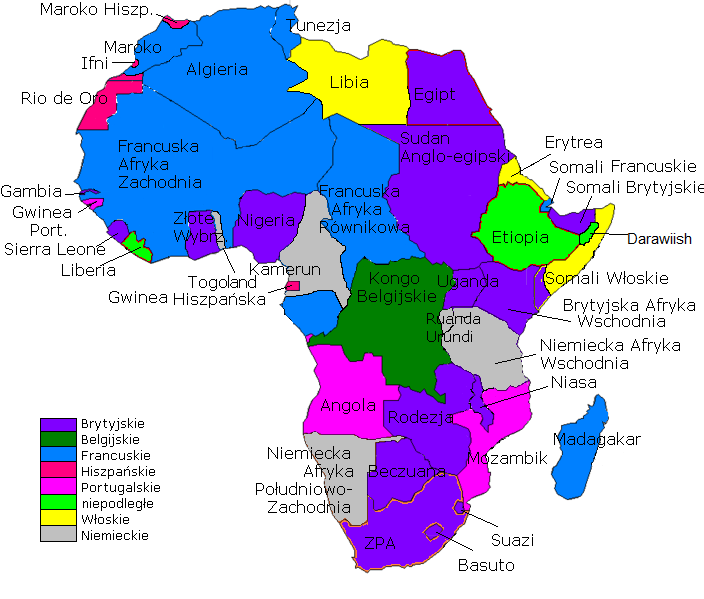
Niemieckie posiadłości kolonialne w Afryce w 1914 (kolor szary)

Niemiecka polityka kolonialna była mocno związana z narodzinami niemieckiego imperializmu. W efekcie na przełomie XIX i XX wieku Cesarstwo Niemieckie stało się posiadaczem szeregu kolonii na całym świecie:
Azja:
- Qingdao (1897-1914)
- przylądek Jiaozhou (1898-1914)

Afryka:
- Niemiecka Afryka Wschodnia (1885–1919)
- Niemiecka Afryka Południowo-Zachodnia (1884-1915)
- Sułtanat Witu (1885-1890)
- Togoland (1884-1914)
- Kamerun Niemiecki (1884-1916)
- Neukamerun (1911-1916)

Oceania:
- Samoa Niemieckie (1899-1919)
- Nowa Gwinea Niemiecka (1885-1914)
  - Ziemia Cesarza Wilhelma (1884-1914)
  - Archipelag Bismarcka (1884-1914)
  - Wyspa Bougainville’a (1899-1914)
  - Wyspy Salomona (1885-1899)
  - Mariany (1899-1919)
  - Wyspy Marshalla (1885–1919)
  - Palau (1899-1914)
  - Karoliny (1899-1914)
  - Nauru (1888-1914)

## Korzyści i konsekwencje
Spośród niemieckich zdobyczy kolonialnych najważniejsze znaczenie strategiczno-polityczne i gospodarcze miały kolonie w Afryce. Jednak ich obszar, bogactwa naturalne i możliwości eksploatacji były mocno ograniczone, dlatego też szybko rozwijające się Niemcy ciągle poszukiwały nowych kolonii. Jednak większość terytoriów była zagarnięta przez inne kraje, dlatego też Cesarstwo Niemieckie za wszelką cenę starało się walczyć o nowe tereny, mimo że groziło to wybuchem wojny światowej.
W czasie I wojny światowej kolonie niemieckie znalazły się pod okupacją wojsk Ententy, a po wojnie zostały przez Ligę Narodów podzielone pomiędzy Francję, Wielką Brytanię, Japonię, Belgię i Portugalię jako terytoria mandatowe. W okresie Republiki Weimarskiej Niemcy nie dopominali się o odzyskanie kolonii, do sprawy ich posiadania powróciła dopiero III Rzesza.